# オートマティック・ライティング
『オートマティック・ライティング』（Automatic Writing）は、ジョン・フルシアンテによる、2004年6月から2005年2月にかけての6連続アルバム・リリースの第2作目である。
このアルバムはアタクシア名義で発表され、ジョシュ・クリングホッファー（ドラム）とフガジのジョー・ラリー（ベース）との共作である。
このバンドは2週間で10曲、計80分の曲を作ったが、本作はそのうちの5曲である。残る5曲は、アルバム『エー・ダブリュー・ツー』に収録され、2007年03月29日に発売された。

## 収録曲
全曲、作曲ジョン・フルシアンテ、ジョー・ラリー、ジョシュ・クリングホッファー共同名義
1. ダスト - "Dust" – 8:56
2. アナザー - "Another" – 6:22
3. ザ・サイズ - "The Sides" – 6:45
4. アディション - "Addition" – 10:15
5. モントリオール - "Montreal" – 12:24

## パーソネル

### バンド
- ジョン・フルシアンテ (John Frusciante) - エレクトリック・ギター、シンセサイザー、ボーカル
- ジョー・ラリー (Joe Lally) - ベース、ボーカル（"Montreal"）
- ジョシュ・クリングホッファー (Josh Klinghoffer) - ドラム、シンセサイザー、ボーカル（"Another"）

### レコーディング
- ジョン・フルシアンテ - プロデューサー
- ライアン・ヒューイット (Ryan Hewitt) - エンジニア、ミキシング
- ライアン・キャッスル (Ryan Castle) - アシスタント
- バーニー・グランドマン (Bernie Grundman) - マスタリング

### アートワーク
- ローラ・モンテス (Lola Montes) - 写真撮影
- マイク・ピシテッリ (Mike Piscitelli) - デザイン
- ジョン・フルシアンテ - デザイン